# Aleksiej Griczmanow
Aleksiej Pietrowicz Griczmanow (ros. Алексей Петрович Гричманов, ur. w lutym 1896 we wsi Gora w guberni pskowskiej, zm. 25 lutego 1939) – radziecki polityk i wojskowy, I zastępca ludowego komisarza finansów ZSRR (1937-1938), przewodniczący Zarządu Banku Państwowego ZSRR (1937-1938).
Od 1909 pracował w fabrykach w Petersburgu, od marca do czerwca 1915 na kursie szoferów w Piotrogrodzie, 1915-1917 żołnierz rosyjskiej armii, uczestnik I wojny światowej na Froncie Północnym i Froncie Rumuńskim.
Od 1917 działał w rewolucyjnych komitetach żołnierskich. W listopadzie 1917 wstąpił do SDPRR(b), 1917-1918 członek Czerwonej Gwardii w Odessie, 1918 żołnierz Armii Czerwonej na Froncie Południowym, 1918-1921 komisarz wojskowy i szef wydziału politycznego brygady, potem komisarz wojskowy 27 Omskiej Dywizji Piechoty. Do 1921 komisarz wojskowy grupy armijnej dolnej Wołgi, od 1922 szef Wydziału Agitacyjno-Propagandowego Zarządu Politycznego Armii Czerwonej, komisarz wojskowy 4 Korpusu Piechoty i 5 Korpusu Piechoty Frontu Zachodniego, 1925-1926 szef Wydziału Organizacyjno-Dystrybucyjnego Zarządu Politycznego Armii Czerwonej i zastępca szefa Zarządu Politycznego Armii Czerwonej, 1926-1927 słuchacz kursów marksizmu przy Akademii Komunistycznej przy Centralnym Komitecie Wykonawczym (CIK) ZSRR. Od 1927 do kwietnia 1928 ponownie szef Wydziału Organizacyjno-Dystrybucyjnego i zastępca szefa Zarządu Politycznego Armii Czerwonej, później szef Zarządu Politycznego Ukraińskiego Okręgu Wojskowego, 1928-1929 zastępca szefa Zarządu Politycznego Wołżańskiego Okręgu Wojskowego, 1929-1931 pracownik aparatu KC WKP(b). Od 1931 do lutego 1932 zastępca szefa Wydziału Kadr Administracyjno-Gospodarczych i Związkowych KC WKP(b), od lutego 1932 do lipca 1933 II sekretarz Dalekowschodniego Krajowego Komitetu WKP(b), od lipca 1933 do marca 1935 szef Sektora Politycznego Środkowowołżańskiego Krajowego Zarządu Rolniczego, od marca do lipca 1935 zastępca kierownika Wydziału Rolnego KC WKP(b). Od lipca 1935 do lutego 1936 zastępca kierownika Wydziału Przemysłowego KC WKP(b), od 17 lutego 1936 do 2 września 1937 przewodniczący Komitetu Wykonawczego Leningradzkiej Rady Obwodowej, od sierpnia 1937 do stycznia 1938 1 zastępca ludowego komisarza finansów ZSRR, od 13 września 1937 do 16 lipca 1938 przewodniczący Zarządu Banku Państwowego ZSRR. Deputowany do Rady Najwyższej ZSRR 1 kadencji.
16 lipca 1938 aresztowany, 25 lutego 1939 skazany na śmierć przez Wojskowe Kolegium Sądu Najwyższego ZSRR "za przynależność do kontrrewolucyjnej organizacji terrorystycznej" i rozstrzelany. 20 października 1956 pośmiertnie zrehabilitowany.